# Oenanthe microsperma
Oenanthe microsperma är en flockblommig växtart som beskrevs av Giovanni Gussone och Antonio Bertoloni. Oenanthe microsperma ingår i släktet stäkror, och familjen flockblommiga växter. Inga underarter finns listade i Catalogue of Life.